# Волите се људи
„Волите се људи” је југословенска телевизијска серија снимљена 1966. године у продукцији Телевизије Београд.

## Епизоде
| Сезона | Епизода | Назив                         | Датум              |
| ------ | ------- | ----------------------------- | ------------------ |
| 1      | 1       | Волите се, људи!              | 14. јануара 1967.  |
| 1      | 2       | Вечити Тодор                  | 21. јануара 1967.  |
| 1      | 3       | Празник                       | 11. фебруара 1967. |
| 1      | 4       | Волело се двоје старих        | 18. фебруара 1967. |
| 1      | 5       | Веће једног студента          | 25. фебруара 1967. |
| 1      | 6       | Такмичење                     | 4. марта 1967.     |
| 1      | 7       | Љубав на оптуженичкој столици | 11. марта 1967.    |
| 1      | 8       | Трактат о браку               | 18. марта 1967.    |

## Улоге
| Глумац              | Улога              |
| ------------------- | ------------------ |
| Милан Ајваз         | (1 еп. 1967)       |
| Мија Алексић        | Тодор (1 еп. 1967) |
| Слободан Алигрудић  | (1 еп. 1967)       |
| Миодраг Андрић      | (1 еп. 1967)       |
| Мирослав Бијелић    | (1 еп. 1967)       |
| Северин Бијелић     | (1 еп. 1967)       |
| Мирослава Бобић     | (1 еп. 1967)       |
| Павле Богатинчевић  | (1 еп. 1967)       |
| Веља Бошковић       | (1 еп. 1967)       |
| Милутин Бутковић    | (1 еп. 1967)       |
| Вера Чукић          | (1 еп. 1967)       |
| Томанија Ђурицко    | (1 еп. 1967)       |
| Дејан Дубајић       | (1 еп. 1967)       |
| Олга Ивановић       | (1 еп. 1967)       |
| Сима Јанићијевић    | (1 еп. 1967)       |
| Бранислав Крављанац | (1 еп. 1967)       |
| Предраг Лаковић     | Срета (1 еп. 1967) |
| Драгица Лукић       | (1 еп. 1967)       |
| Милка Лукић         | (1 еп. 1967)       |

 Остале улоге ▼
| Глумац                     | Улога             |
| -------------------------- | ----------------- |
| Драгољуб Милосављевић Гула | (1 еп. 1967)      |
| Стеван Миња                | (1 еп. 1967)      |
| Ђорђе Ненадовић            | (1 еп. 1967)      |
| Снежана Никшић             | (1 еп. 1967)      |
| Бранко Петковић            | (1 еп. 1967)      |
| Ђорђе Пура                 | (1 еп. 1967)      |
| Мирослав Дуда Радивојевић  | (1 еп. 1967)      |
| Љубица Раваси              | (1 еп. 1967)      |
| Ратко Сарић                | (1 еп. 1967)      |
| Славко Симић               | (1 еп. 1967)      |
| Љиљана Шљапић              | (1 еп. 1967)      |
| Неда Спасојевић            | Мила (1 еп. 1967) |
| Милан Срдоч                | (1 еп. 1967)      |
| Данило Бата Стојковић      | (1 еп. 1967)      |
| Мира Ступица               | (1 еп. 1967)      |
| Душан Тадић                | (1 еп. 1967)      |
| Бора Тодоровић             | (1 еп. 1967)      |
| Рената Улмански            | (1 еп. 1967)      |

Комплетна ТВ екипа ▼
| Редитељ    | Славољуб Стефановић Раваси | (6 еп. 1967) |
| Редитељ    | Здравко Шотра              | (2 еп. 1967) |
| Сценариста | Васа Поповић               | (8 еп. 1967) |
| Сценограф  | Дора Душановић             | (8 еп. 1967) |